# Dulce Maria Cardoso
Dulce Maria Cardoso, nascida em Trás-os-Montes em 1964, é uma escritora portuguesa.

## Biografia
Dulce Maria Cardoso nasceu em Fonte Longa, Carrazeda de Ansiães, Trás-os-Montes, em 1964, quando o seu pai vivia em Angola. Aos seis meses de idade foi para Luanda, de onde regressou depois da descolonização e com o início da guerra civil em Angola.
Aos 14 anos decidiu que queria escrever e fez um curso de verão de datilografia em Cascais.
Formou-se em Direito e foi advogada.
O seu primeiro romance, Campo de sangue (2001), foi escrito na sequência de uma bolsa de criação literária do Ministério da Cultura português e recebeu o Grande Prémio Acontece. Depois seguiram-se os romances Os meus sentimentos (2005), Prémio da União Europeia para a Literatura, e O chão dos pardais (2009), Prémio Pen Club, a antologia de contos Até nós (2008) e O Retorno (2011). Em 2012, foi condecorada com as insígnias de cavaleira da Ordem das Artes e das Letras de França.
A sua obra foi editada em vários países, é estudada em diversas universidades e estão em curso propostas de adaptação cinematográfica de alguns dos seus contos e romances. 
Em Portugal, os seus primeiros romances saíram pela Edições Asa, tendo O Retorno sido publicado pela Tinta da China. No Brasil, a Companhia das Letras publicou Campo de sangue em 2005, a Tinta da China O Retorno em 2011
e em 2022 a Todavia lançou Eliete - A Vida Normal, seu quinto romance, que terá continuação em duas partes.

## Obras
- Campo de Sangue; romance; Ed. Asa 2002
- Os meus Sentimentos; romance; Ed. Asa 2005[5]
- Até Nós; contos; Ed. Asa 2008
- O Chão dos Pardais; romance; Ed. Asa 2009[6]
- O Retorno; romance; Ed. Tinta da China 2011
- A Bíblia de Lôá (infanto-juvenil),  Ed. Tinta da China, 2014 - Divide-se em 2 volumes: Lôá e a véspera do primeiro dia e Lôá perdida no paraíso
- Tudo são histórias de amor (contos), Ed. Tinta da China, 2014
- Eliete - A Vida Normal, Ed. Tinta da China, 2018
- Autobiografia Não Autorizada, Ed, Tinta da China, 2021

## Prémios
- O seu primeiro trabalho Campo de Sangue foi distinguido em 2002 com o"Grande Prémio Acontece de Romance".
- Para o seu romance Os meus Sentimentos recebeu em 2009 o Prémio da União Europeia para a Literatura.[7]
- O romance Chão dos Pardais foi distinguido com o Prémio Pen Club Português em 2010 e recebeu no mesmo ano o Prémio Ciranda.
- O seu livro "Eliete - A vida normal " obtém o segundo lugar do Prémio Oceanos 2019.[8]
- Em 2024, ganha o Grande Prémio de Crónica e Dispersos Literários atribuído pela Associação Portuguesa de Escritores em parceria com o Município de Loulé, com o segundo volume de Autobiografia Não Autorizada.[9][10]